# Илија Миљуш
Илија Миљуш (1938. Банатски Соколац код Вршца — Бања Лука, 14. априла 2012) је био српски и југословенски играч и тренер.
Рођен је 1938. у Банатском Сокоцу код Вршца, као пето од седмеро дјеце у породици солунског добровољца Дане и мајке Милице из Босанског Петровца. Потиче од породице солунских добровољаца која је у Војводину доселила послије Првог свјетског рата из петровачког села Бјелаја (из Цимеша). У Бању Луку је стигао 1954. године на школовање за подофицира. Две године касније, 1956. обрео се као играч у Борцу. Учествовао је 1958. године у квалификацијама када је Борац други пут стигао међу југословенске друголигаше. Фудбалску каријеру је накратко прекинуо 1960. када као официр ЈНА одлази у мировну мисију UNEF на Синај. Био је члан чувене генерације из 1961. када је Борац по први пут изборио пласман у Прву савезну лигу СФРЈ. Тренерским послом почео се бавити 1967. Захваљујући његовом успјешном вођењу "Борца", овај клуб је 1971. серијом побједа, обезбиједио прволигашки статус. Са фудбалским клубом Козара из Градишке освојио је 1973. треће мјесто у друголигашком такмичењу Југославије. Оба клуба изабрали су га за свог најуспјешнијег тренера у историји. Миљуш је добитник бројних признања. У избору дневног листа Глас Српске 2006. изабран је за најуспјешнијег тренера Борца свих времена. Илија Миљуш је преминуо 14. априла 2012. Сахрањен је 16. априла 2012. на Новом гробљу у Бањалуци. Фудбалски савез додјељује награду за најбољег тренера које носи име "Илија Миљуш".